# 12.ª etapa do Tour de France de 2021
A 12.ª etapa do Tour de France de 2021 teve lugar a 8 de julho de 2021 entre Saint-Paul-Trois-Châteaux e Nimes sobre um percurso de 159,4 km e foi vencida pelo alemão Nils Politt da equipa Bora-Hansgrohe. O esloveno Tadej Pogačar conseguiu manter o maillot amarelo de líder.

## Classificação da etapa
| Saint-Paul-Trois-Châteaux - Nîmes | etapa plana | (159,4 km) |

| \| Classificação por etapas \| Classificação por etapas \| Classificação por etapas \| Classificação por etapas \| Classificação por etapas \| \| Ciclista \| Ciclista \| Equipe \| Tempo \| \| \| ------------------------ \| ------------------------ \| ------------------------ \| ------------------------ \| ------------------------ \| \| 1. \| Nils Politt \| Bora-Hansgrohe \| 3h22m12s \| \| \| 2. \| Imanol Erviti \| Movistar Team \| + 31s \| \| \| 3. \| Harry Sweeny \| Lotto-Soudal \| + 31s \| \| \| 4. \| Stefan Küng \| Groupama-FDJ \| + 1m58s \| \| \| 5. \| Luka Mezgec \| BikeExchange \| + 2m06s \| \| \| 6. \| André Greipel \| Israel Start-Up Nation \| + 2m06s \| \| \| 7. \| Edward Theuns \| Trek-Segafredo \| + 2m06s \| \| \| 8. \| Brent Van Moer \| Lotto-Soudal \| + 2m06s \| \| \| 9. \| Julian Alaphilippe \| Deceuninck-Quick Step \| + 2m06s \| \| \| 10. \| Sergio Henao \| Qhubeka NextHash \| + 2m06s \| \| |                    |                        |          |
| |                    |                        |          |
| Fonte: ProCyclingStats |                    |                        |          |
| Classificação por etapas |                    |                        |          |
| Ciclista | Ciclista           | Equipe                 | Tempo    |
| 1. | Nils Politt        | Bora-Hansgrohe         | 3h22m12s |
| 2. | Imanol Erviti      | Movistar Team          | + 31s    |
| 3. | Harry Sweeny       | Lotto-Soudal           | + 31s    |
| 4. | Stefan Küng        | Groupama-FDJ           | + 1m58s  |
| 5. | Luka Mezgec        | BikeExchange           | + 2m06s  |
| 6. | André Greipel      | Israel Start-Up Nation | + 2m06s  |
| 7. | Edward Theuns      | Trek-Segafredo         | + 2m06s  |
| 8. | Brent Van Moer     | Lotto-Soudal           | + 2m06s  |
| 9. | Julian Alaphilippe | Deceuninck-Quick Step  | + 2m06s  |
| 10. | Sergio Henao       | Qhubeka NextHash       | + 2m06s  |

## Classificações ao final da etapa

### Classificação geral(Maillot Jaune)
| \| Classificação geral \| Classificação geral \| Classificação geral \| Classificação geral \| Classificação geral \| \| Ciclista \| Ciclista \| Equipe \| Tempo \| \| \| ------------------- \| ------------------- \| ------------------- \| ------------------- \| ------------------- \| \| 1. \| Tadej Pogačar \| UAE Team Emirates \| 47h22m43s \| \| \| 2. \| Rigoberto Urán \| EF Education-Nippo \| + 5m18s \| \| \| 3. \| Jonas Vingegaard \| Jumbo-Visma \| + 5m32s \| \| \| 4. \| Richard Carapaz \| Ineos Grenadiers \| + 5m33s \| \| \| 5. \| Ben O'Connor \| AG2R Citroën Team \| + 5m58s \| \| \| 6. \| Wilco Kelderman \| Bora-Hansgrohe \| + 6m16s \| \| \| 7. \| Alexey Lutsenko \| Astana-Premier Tech \| + 6m30s \| \| \| 8. \| Enric Mas \| Movistar Team \| + 7m11s \| \| \| 9. \| Guillaume Martin \| Cofidis \| + 9m29s \| \| \| 10. \| Pello Bilbao \| Bahrain Victorious \| + 10m28s \| \| |                  |                     |           |
| |                  |                     |           |
| Fonte: ProCyclingStats |                  |                     |           |
| Classificação geral |                  |                     |           |
| Ciclista | Ciclista         | Equipe              | Tempo     |
| 1. | Tadej Pogačar    | UAE Team Emirates   | 47h22m43s |
| 2. | Rigoberto Urán   | EF Education-Nippo  | + 5m18s   |
| 3. | Jonas Vingegaard | Jumbo-Visma         | + 5m32s   |
| 4. | Richard Carapaz  | Ineos Grenadiers    | + 5m33s   |
| 5. | Ben O'Connor     | AG2R Citroën Team   | + 5m58s   |
| 6. | Wilco Kelderman  | Bora-Hansgrohe      | + 6m16s   |
| 7. | Alexey Lutsenko  | Astana-Premier Tech | + 6m30s   |
| 8. | Enric Mas        | Movistar Team       | + 7m11s   |
| 9. | Guillaume Martin | Cofidis             | + 9m29s   |
| 10. | Pello Bilbao     | Bahrain Victorious  | + 10m28s  |

### Classificação por pontos(Maillot Vert)
| Classificação por pontos | Classificação por pontos | Classificação por pontos | Classificação por pontos | Classificação por pontos |
| Ciclista                 | Ciclista                 | Equipe                   | Pontos                   |                          |
| ------------------------ | ------------------------ | ------------------------ | ------------------------ | ------------------------ |
| 1.                       | Mark Cavendish           | Deceuninck-Quick Step    | 221 pts                  |                          |
| 2.                       | Michael Matthews         | BikeExchange             | 162 pts                  |                          |
| 3.                       | Jasper Philipsen         | Alpecin-Fenix            | 142 pts                  |                          |
| 4.                       | Sonny Colbrelli          | Bahrain Victorious       | 138 pts                  |                          |
| 5.                       | Julian Alaphilippe       | Deceuninck-Quick Step    | 131 pts                  |                          |
| 6.                       | Nacer Bouhanni           | Arkéa-Samsic             | 113 pts                  |                          |
| 7.                       | Tadej Pogačar            | UAE Team Emirates        | 102 pts                  |                          |
| 8.                       | Wout van Aert            | Jumbo-Visma              | 98 pts                   |                          |
| 9.                       | Nils Politt              | Bora-Hansgrohe           | 70 pts                   |                          |
| 10.                      | Stefan Küng              | Groupama-FDJ             | 64 pts                   |                          |

### Classificação da montanha(Maillot à Pois Rouges)
| Classificação da montanha | Classificação da montanha | Classificação da montanha | Classificação da montanha | Classificação da montanha |
| Ciclista                  | Ciclista                  | Equipe                    | Pontos                    |                           |
| ------------------------- | ------------------------- | ------------------------- | ------------------------- | ------------------------- |
| 1.                        | Nairo Quintana            | Arkéa-Samsic              | 50 pts                    |                           |
| 2.                        | Wout van Aert             | Jumbo-Visma               | 43 pts                    |                           |
| 3.                        | Michael Woods             | Israel Start-Up Nation    | 42 pts                    |                           |
| 4.                        | Wout Poels                | Bahrain Victorious        | 39 pts                    |                           |
| 5.                        | Bauke Mollema             | Trek-Segafredo            | 36 pts                    |                           |
| 6.                        | Kenny Elissonde           | Trek-Segafredo            | 27 pts                    |                           |
| 7.                        | Tadej Pogačar             | UAE Team Emirates         | 26 pts                    |                           |
| 8.                        | Ben O'Connor              | AG2R Citroën Team         | 24 pts                    |                           |
| 9.                        | Sergio Higuita            | EF Education-Nippo        | 22 pts                    |                           |
| 10.                       | Julian Alaphilippe        | Deceuninck-Quick Step     | 20 pts                    |                           |

### Classificação do melhor jovem(Maillot Blanc)
| Classificação dos jovens | Classificação dos jovens | Classificação dos jovens | Classificação dos jovens | Classificação dos jovens |
| Ciclista                 | Ciclista                 | Equipe                   | Tempo                    |                          |
| ------------------------ | ------------------------ | ------------------------ | ------------------------ | ------------------------ |
| 1.                       | Tadej Pogačar            | UAE Team Emirates        | 47h22m43s                |                          |
| 2.                       | Jonas Vingegaard         | Jumbo-Visma              | + 5m32s                  |                          |
| 3.                       | Aurélien Paret-Peintre   | AG2R Citroën Team        | + 24m44s                 |                          |
| 4.                       | David Gaudu              | Groupama-FDJ             | + 30m51s                 |                          |
| 5.                       | Sergio Higuita           | EF Education-Nippo       | + 54m41s                 |                          |
| 6.                       | Mark Donovan             | Team DSM                 | + 1h18m23s               |                          |
| 7.                       | Valentin Madouas         | Groupama-FDJ             | + 1h24m57s               |                          |
| 8.                       | Brent Van Moer           | Lotto-Soudal             | + 1h29m48s               |                          |
| 9.                       | Lucas Hamilton           | BikeExchange             | + 1h30m21s               |                          |
| 10.                      | Jonas Rutsch             | EF Education-Nippo       | + 1h30m51s               |                          |

### Classificação por equipas(Classement par Équipe)
| Classificação por equipes | Classificação por equipes | Classificação por equipes | Classificação por equipes |
| Equipe                    | Equipe                    | Tempo                     |                           |
| ------------------------- | ------------------------- | ------------------------- | ------------------------- |
| 1.                        | Bahrain Victorious        | 143h03m26s                |                           |
| 2.                        | AG2R Citroën Team         | + 10m01s                  |                           |
| 3.                        | Ineos Grenadiers          | + 12m47s                  |                           |
| 4.                        | EF Education-Nippo        | + 15m47s                  |                           |
| 5.                        | Bora-Hansgrohe            | + 29m31s                  |                           |
| 6.                        | Jumbo-Visma               | + 29m47s                  |                           |
| 7.                        | Movistar Team             | + 38m22s                  |                           |
| 8.                        | Astana-Premier Tech       | + 41m45s                  |                           |
| 9.                        | Trek-Segafredo            | + 44m51s                  |                           |
| 10.                       | UAE Team Emirates         | + 53m00s                  |                           |

## Abandonos
Peter Sagan não tomou a saída por uma lesão no joelho.